# Каменар (област Варна)
 Тази статия е за селото в Община Варна.  За другите села с това име вижте Каменар.  
Каменар е село в Североизточна България. То се намира в община Варна, област Варна. В исторически план селото е носело названията Голяма Франга и Надежда.

## География
Селото се намира на Франгенското плато. Има студена зима със силни снегонавявания и бурни североизточни ветрове. Има хубава панорама към град Варна и морето.

## История
При разплаването на Селските бунтове на 05 март 1900 в сблъсък с войската във Варна е убит жител на село Голяма Франга.
При избухването на Балканската война в 1912 година един жител на Голяма Франга е доброволец в Македоно-одринското опълчение.
В селото през комунизма са преселени цигани от затрупаното бунище на стара Варна, намиращо се до Варненското езеро.

## Други
- Транспорт: връзка с Варна посредством автобуси 23 и 24

## Население
Численост на населението според преброяванията през годините:
| \| Година на преброяване \| Численост \| \| --------------------- \| --------- \| \| 1934 \| 455 \| \| 1946 \| 442 \| \| 1956 \| 345 \| \| 1965 \| 343 \| \| 1975 \| 455 \| \| 1985 \| 1671 \| \| 1992 \| 1673 \| \| 2001 \| 1969 \| \| 2011 \| 2594 \| \| 2021 \| 2426 \| |           |
| Година на преброяване | Численост |
| 1934 | 455       |
| 1946 | 442       |
| 1956 | 345       |
| 1965 | 343       |
| 1975 | 455       |
| 1985 | 1671      |
| 1992 | 1673      |
| 2001 | 1969      |
| 2011 | 2594      |
| 2021 | 2426      |

### Етнически състав

#### Преброяване на населението през 2011 г.
Численост и дял на етническите групи според преброяването на населението през 2011 г.:
|                     | Численост | Дял (в %) |
| Общо                | 2594      | 100.00    |
| Българи             | 668       | 25.75     |
| Турци               | 1010      | 38.93     |
| Цигани              | 368       | 14.18     |
| Други               | ?         | ?         |
| Не се самоопределят | ?         | ?         |
| Неотговорили        | 531       | 20.47     |